# Gustav Specht (Schriftsteller)
Gustav Specht (* 27. Januar 1885 in Riga, Livland; † 26. Februar 1956 in Konstanz) war ein deutsch-baltischer Schriftsteller, Dichter und Übersetzer. 
Er wurde in Riga (heute Lettland) geboren und wuchs im Baltikum auf. Specht studierte Rechtswissenschaften und Philosophie an den Universitäten Jena und Straßburg und promovierte 1908 zum Dr. phil. Nach weiteren Studien an der Universität Moskau legte er 1911 das Staatsexamen ab und erlangte den Magistergrad.
Spechts Reisen führten ihn durch viele europäische Länder, darunter Deutschland, Österreich, Italien und Finnland. Besonders prägend waren seine Aufenthalte in Russland, insbesondere in Bessarabien und auf der Krim. Zwischen 1914 und 1943 lebte er in Berlin, wo er als politischer Redakteur (1914–1935), Pressereferent und freier Schriftsteller tätig war. Nach den Luftangriffen auf Berlin im Jahr 1943 zog er nach Allensbach bei Konstanz.
Specht war vor allem als Lyriker und Librettist bekannt, auch als Übersetzer aus dem Russischen und Ukrainischen machte er sich einen Namen. Zu seinen Gedichtbänden zählen „Feiertage meines Lebens“ (1946) und „Tausend Jahre waren wie ein Tag“ (1946). Im selben Jahr veröffentlichte er auch die Anthologie „Und laß uns wieder von der Liebe reden“. Specht war auch als Librettist für Musik tätig, unter anderem schrieb er das Libretto zur Operette „Die entsprungene Insel“ von Eduard Erdmann (1924–1927) sowie ein Opernlibretto „Der Teufel im Winterpalais“ für den Komponisten Armin Schibler.
Darüber hinaus übersetzte Specht zwischen 1920 und 1932 Werke von russischen und ukrainischen Autoren, darunter Alexey und Leo Tolstoi, Wassili Masjutin und Wolodymyr Wynnytschenko.

## Werke (Auswahl)
- „Feiertage meines Lebens“ (Gedichtband, 1946)
- „Tausend Jahre waren wie ein Tag“ (Gedichtband, 1946)
- „Und laß uns wieder von der Liebe reden“ (Anthologie, 1946)
- „Berühmte Musikinstrumente erzählen ihre Geschichte“ (Hörspiel, 1937)
- Libretto zu „Die entsprungene Insel“ op. 14 (Operette, 1924–1927)
- „Der Teufel im Winterpalais“ (Opernlibretto, 1937)